# Variantes del North American T-6 Texan
Este artículo describe las diferentes variantes del North American T-6 Texan.

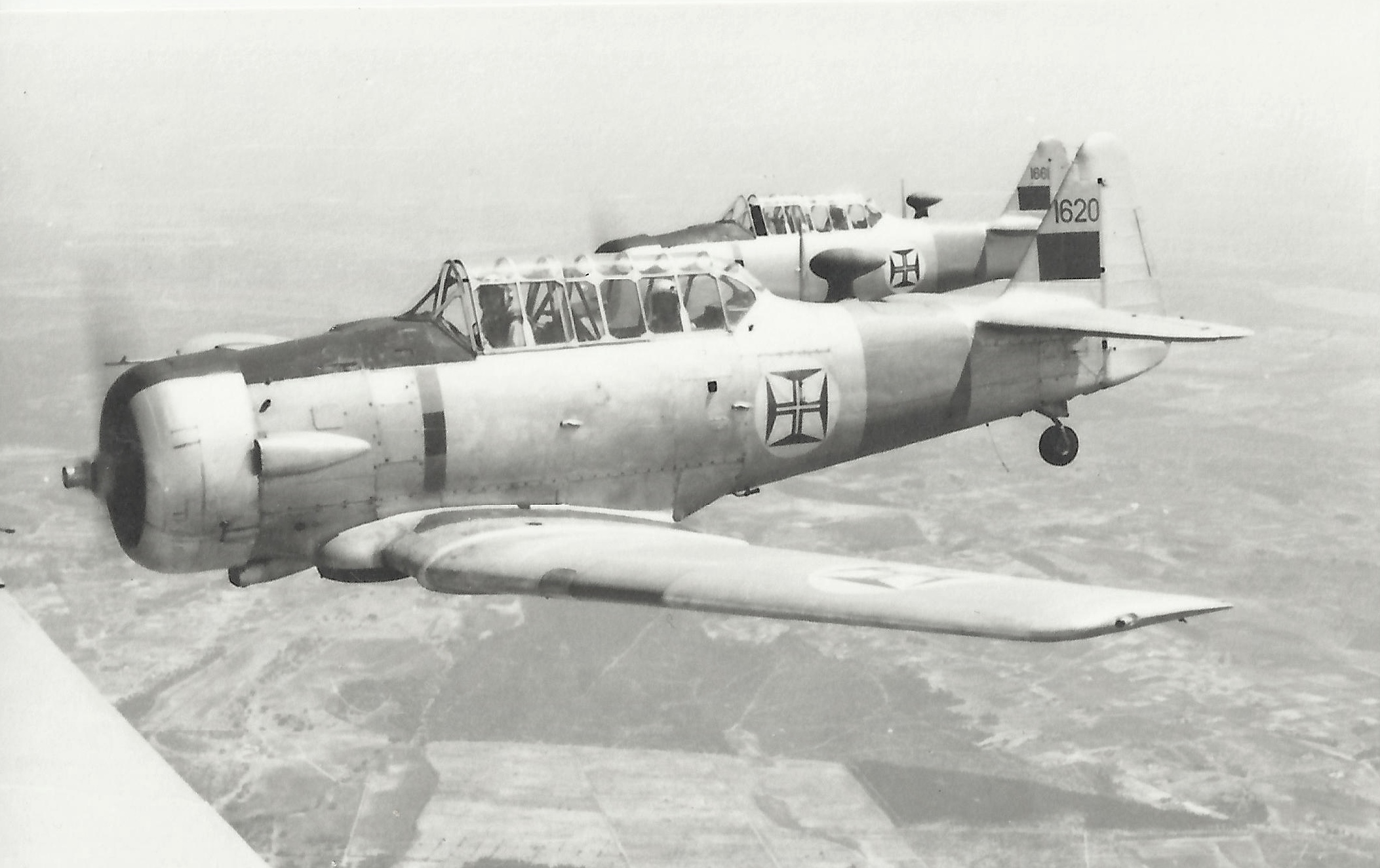
North American T-6G de la Fuerza Aérea Portuguesa en un vuelo de entrenamiento, en la década de 1960.

## Serie BT

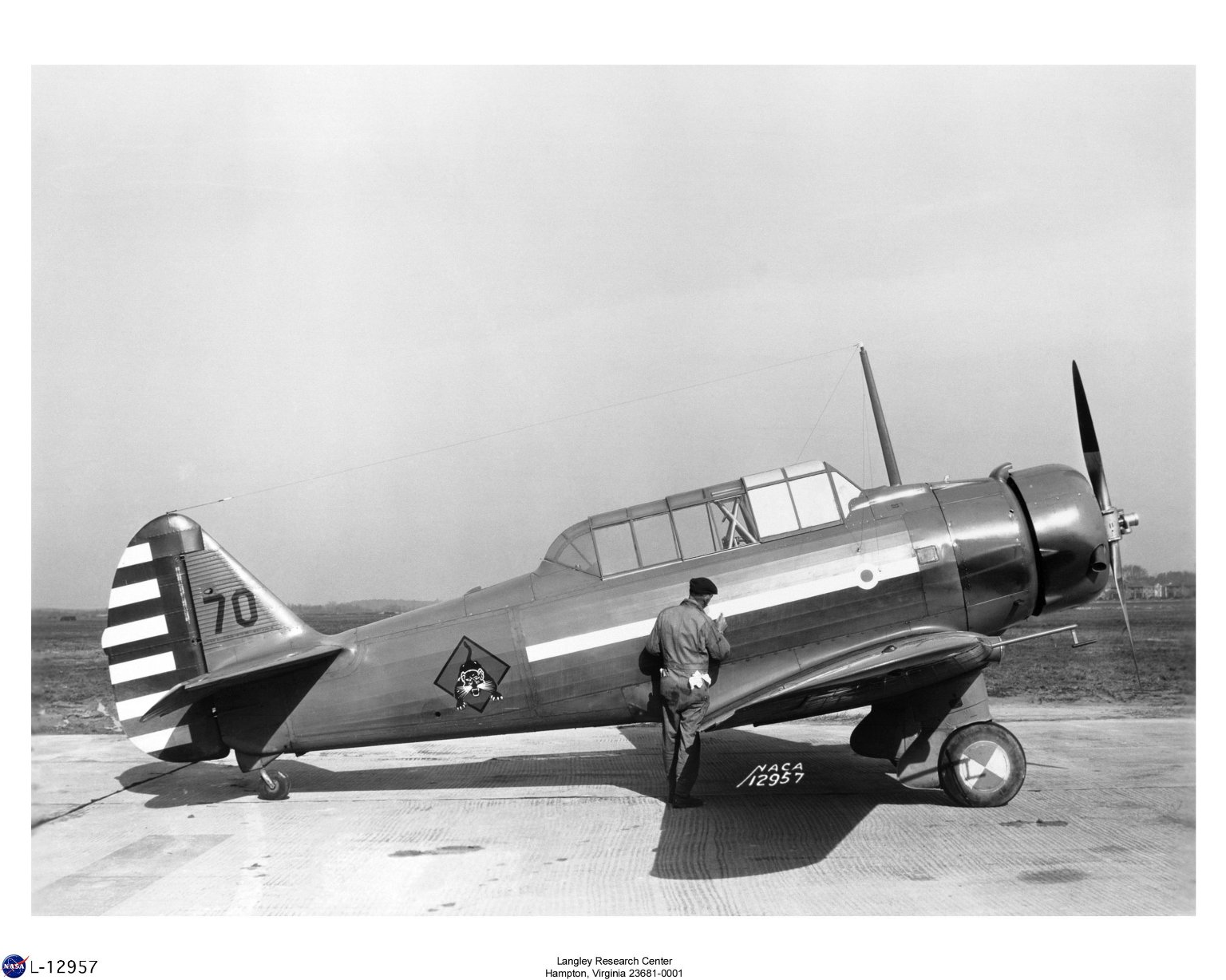
BT-9A en Langley.

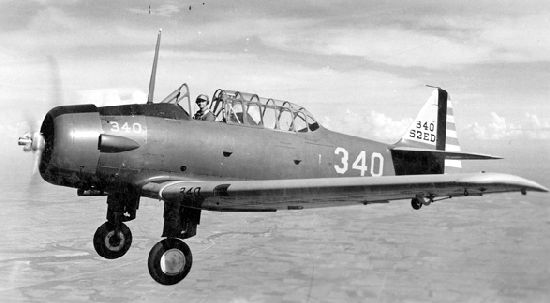
BT-14 en vuelo.

BT-9
Entrenador Básico con Wright R-975-7 Whirlwind de 400 hp y nueva cubierta. La peligrosa entrada en barrena condujo una serie de arreglos infructuosos.
BT-9A
BT-9 armado con un arma en la capota y una flexible trasera, y cubierta modificada. 40 construidos.
BT-9B
Cambios menores desde el BT-9, desarmado. 117 construidos. Uno modificado como el único BT-9D, que fue modificado como prototipo del BT-14 con nuevos paneles del extradós alar y otros cambios.
BT-9C
Motor Wright R-975-7, similar al BT-9A con cambios menores. 66 construidos.
BT-9D
Solo un prototipo, paso intermedio en el desarrollo del BT-14.
Y1BT-10
Motor Pratt & Whitney R-1340-41 de 600 hp. Primer aeronave del lote de BT-9C completado como Y1BT-10.
BT-10
Versión de producción del Y1BT-10, cancelada.
BT-14
Fuselaje totalmente metálico alargado y nueva cubierta, motor Pratt & Whitney R-985-25, 251 construidos.
BT-14A
27 BT-14 fueron remotorizados con el Pratt & Whitney R-985-11 de 400 hp.

## Serie BC

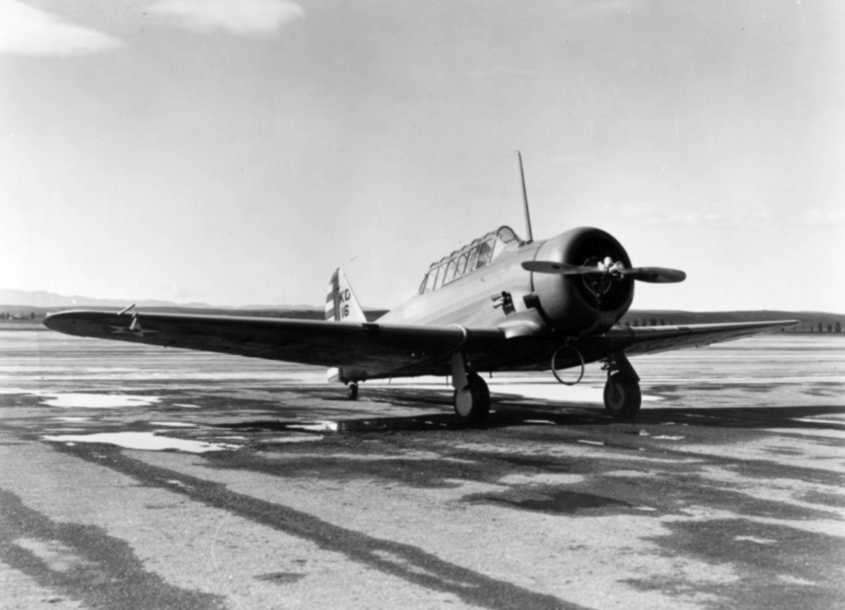
Un North American BC-1, alrededor de 1939.

BC-1
Versión de producción inicial del entrenador de Combate Básico, con motor R-1340-47 de 600 hp. Los primeros ejemplares tenían un timón redondeado, los siguientes tenían la parte inferior cuadrada. 177 construidos.
BC-1A
Nuevo fuselaje semimonocasco alargado, nuevos paneles del extradós angulados ligeramente hacia delante, puntas alares cuadradas y timón triangular, 93 construidos. Identificable de los siguientes modelos por un carenado de burbuja entre las patas del tren de aterrizaje.
BC-1C
Un BC-1A equipado la sección central del ala del AT-6A.
BC-1I
BC-1 convertidos en entrenadores de instrumentos, 30 modificados.
BC-2
Similar al BC-1A y AT-6, modificado desde el NA-36 con detalles del NA-44, hélice de tres palas.

## Serie AT (Texan)

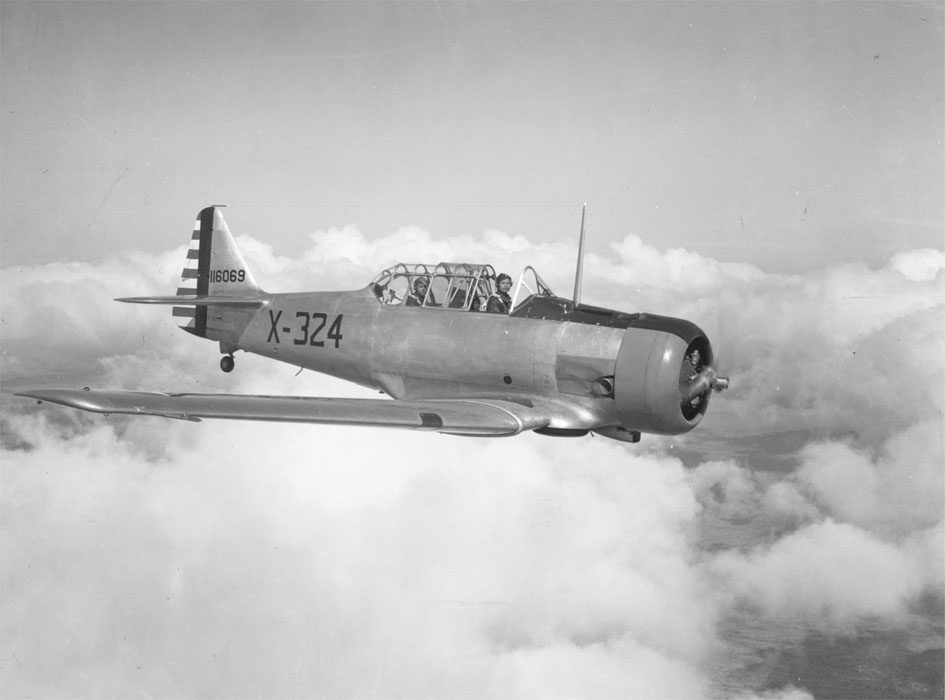
North American AT-6A (Número Interno NA-78) en vuelo.

AT-6 Texan
Entrenador Avanzado (Advanced Trainer), igual que el BC-1A con cambios menores, propulsado por un R-1340-47 de 600 hp y armado una ametralladora de 7,62 mm de fuego frontal, nueve comenzados originalmente como BC-1A y 85 construidos como AT-6.
AT-6A
Igual que el AT-6, pero con motor R-1340-49 de 600 hp y depósitos de combustible de la sección central del ala desmontables, 1847 construidos, con 298 transferidos a la Armada estadounidense como SNJ-3. Los supervivientes fueron redesignados T-6A en 1948.
AT-6B
Igual que el AT-6A, pero con motor R-1340-AN-1 de 600 hp y arma dorsal equipada como estándar, 400 construidos.
AT-6C
Igual que el AT-6B, pero con cambios de material a acero de baja aleación y contrachapado, 2970 construidos, incluyendo transferencias al Reino Unido como Harvard III.
AT-6D
Igual que el AT-6B, pero con sistema eléctrico de 24 V de corriente continua, 4388 construidos, incluyendo transferencias a la Armada estadounidense como SNJ-5 y al Reino Unido como Harvard IIA. Redesignado T-6D en 1948.
XAT-6E
Un AT-6D remotorizado con un motor en línea V-12 V-770-9 de 575 hp para pruebas.
AT-6F
Igual que el AT-6D, pero con estructura reforzada y modificaciones menores, 956 construidos, incluyendo transferencias a la Armada estadounidense como SNJ-6, redesignado T-6F en 1948. Cubierta trasera limpia y fija. Algunos fueron a la Unión Soviética por la Ley de Préstamo y Arriendo.
AT-16
Ejemplares de Harvard de la Ley de Préstamo y Arriendo construidos por Noorduyn, 1800 fabricados.

## A-27
North American A-27
Versión de ataque biplaza del AT-6 con motor R-1820-75 de 785 hp y cinco ametralladoras de 7,62 mm (dos en el morro, una en cada ala y una dorsal). Designación dada a diez aeronaves para Tailandia, requisadas y puestas en servicio por el Cuerpo Aéreo del Ejército de los Estados Unidos.

## T-6 (Texan)

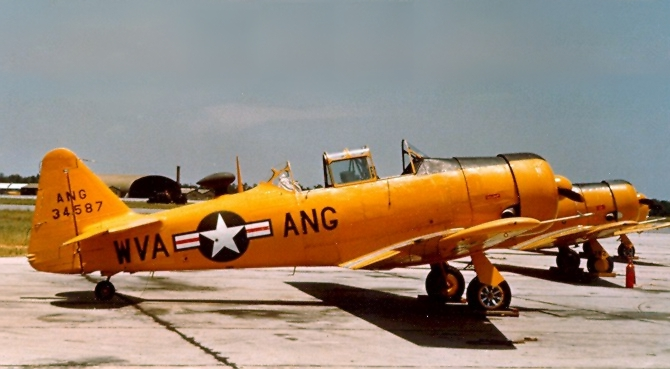
T-6G de la Guardia Aérea Nacional de Virginia Occidental.

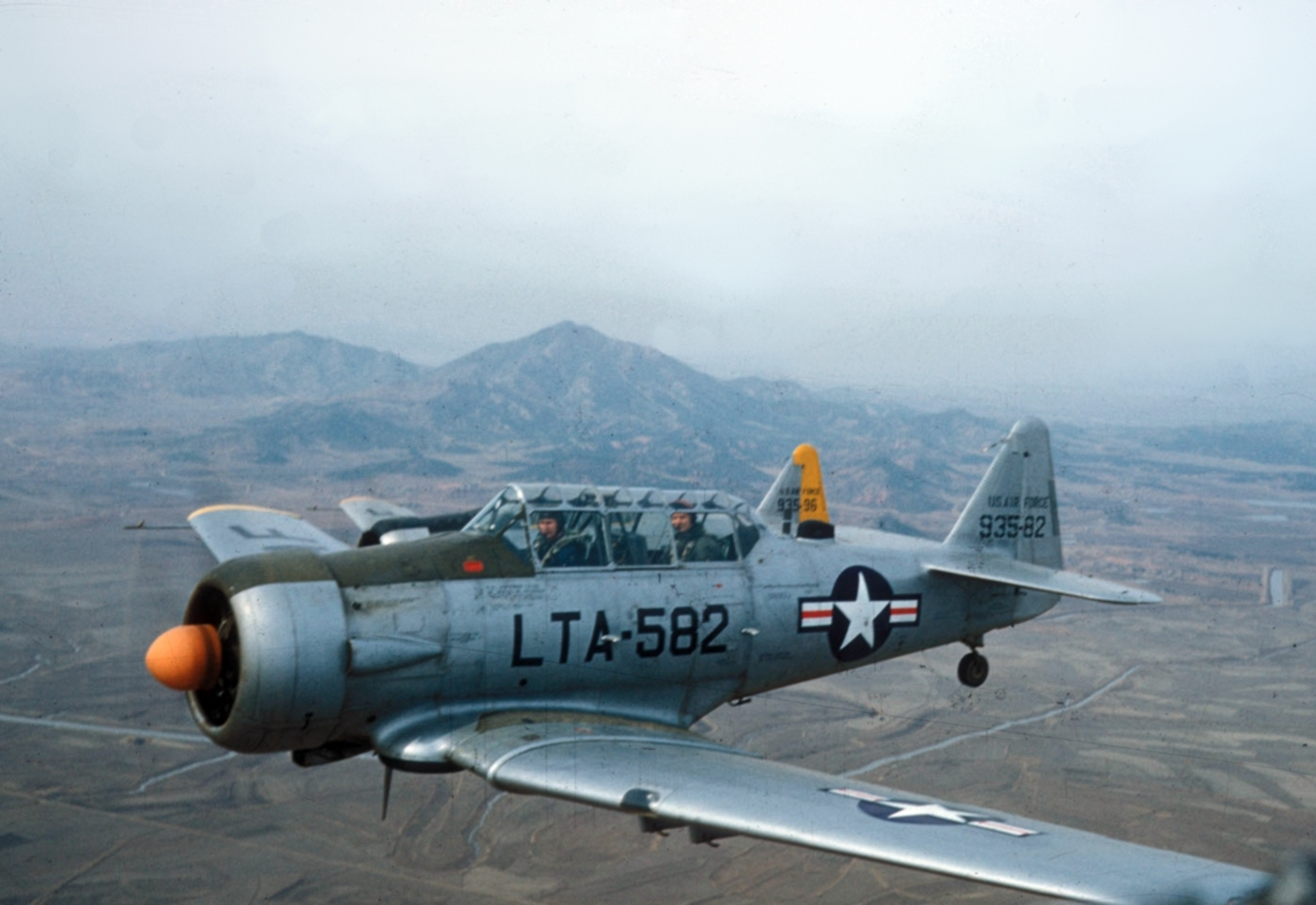
LT-6G de la USAF durante la Guerra de Corea.

T-6A
AT-6A redesignados en 1948.
T-6C
AT-6C redesignados en 1948, incluyendo 68 reconstruidos con nuevos números de serie.
T-6D
AT-6D redesignados en 1948, incluyendo 35 reconstruidos con nuevos números de serie.
T-6F
AT-6F redesignados en 1948.
T-6G
Primeros modelos de AT-6/T-6 reconstruidos entre 1949 y 1953, con disposición mejorada de cabina, capacidad de combustible aumentada, rueda de cola orientable, radios actualizadas y un motor R-1340-AN-1 de 600 hp. Identificable por la celosía simplificada de la cubierta. 2068 modificados.
LT-6G
T-6G convertidos para realizar tareas de recabado de datos de batalla y controladores aéreos, 97 modificados. Apodados Mosquito.
T-6H
T-6F convertidos al estándar T-6G.
T-6J
Designación que parece haber sido usada por los Harvard Mk 4 de fabricación canadiense, pero no han aparecido pruebas de que esta designación haya sido usada, y los registros y marcas en las aeronaves los llaman Harvard 4. Suministrados a Bélgica, Francia, Italia, Portugal y Alemania Occidental, 285 construidos.
KN-1
Un único T-6F dañado en un accidente durante la guerra de Corea, que fue reconstruido como avión sobre flotadores por la Armada de la República de Corea.
Bacon Super T-6
Un único AT-6F convertido en 1956 con tren de aterrizaje triciclo, cubierta de burbuja y depósitos de punta alar; no producido.

## NJ/SNJ Texan

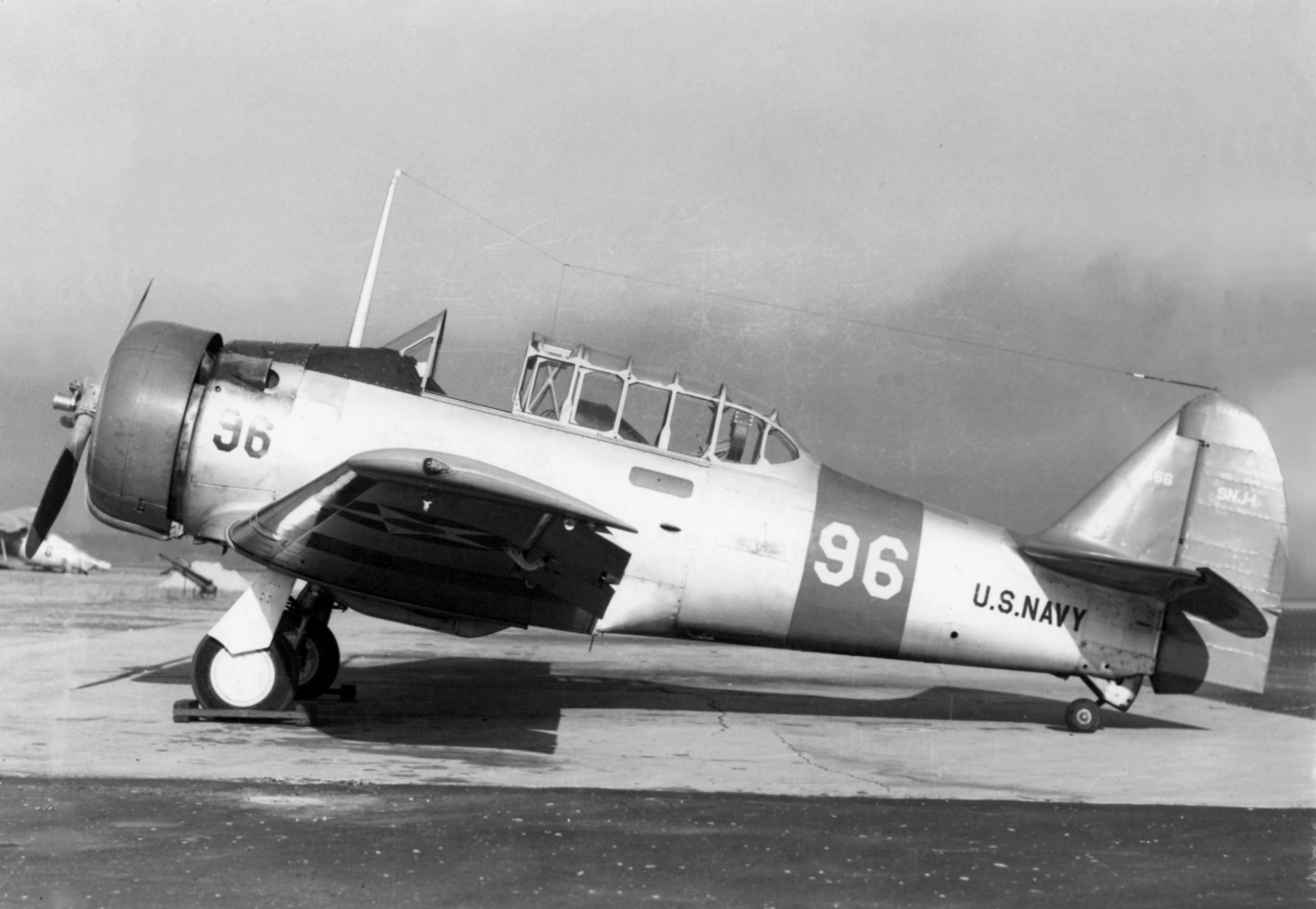
Uno de los primeros SNJ-1 en NAS Pensacola. Nótese la forma original de la cola.

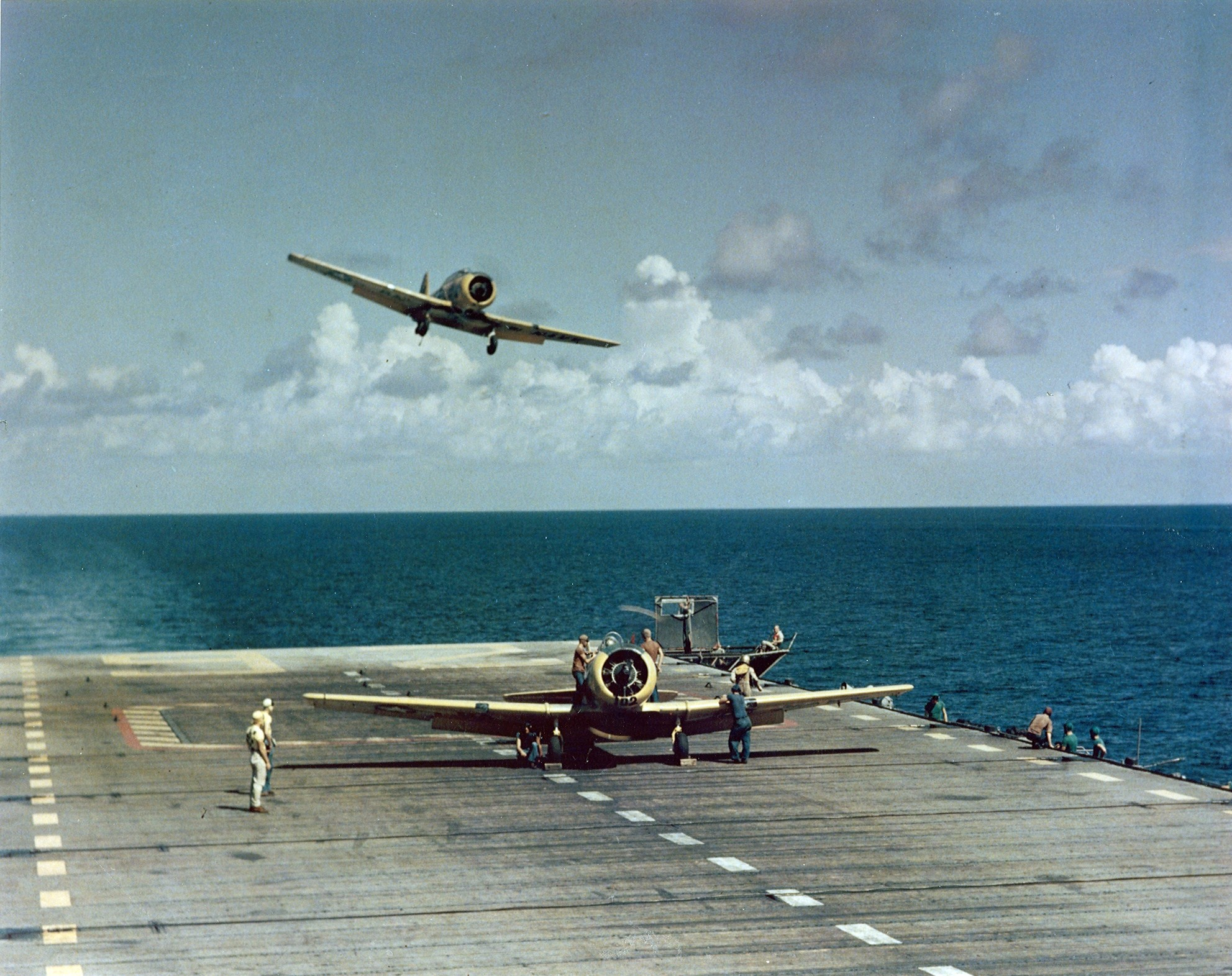
Las versiones SNJ-3C/-4C/-5C tenían un gancho para apontar en los portaaviones.

NJ-1
Entrenador avanzado específico de la Armada estadounidense propulsado por un Pratt & Whitney R-1340-6 de 550 hp. Algunos fueron remotorizados con versiones posteriores del R-1340. Similar al BT-9, 40 construidos.
SNJ-1
Similar al Harvard I, pero con la sección central alar del BC-1, fuselaje recubierto de metal y ala de los modelos tardíos de T-6, 16 construidos.
SNJ-2
Igual que el SNJ-1, pero con un motor R-1340-56 y cambios en el carburador y en las tomas del refrigerador del aceite.
SNJ-3
Igual que el AT-6A, 270 construidos y 296 transferidos desde el USAAC.
SNJ-3C
SNJ-3 convertidos en entrenadores de aterrizaje en cubierta con aparejo de gancho de apontaje, doce modificados.
SNJ-4
Igual que el AT-6C, 1240 construidos.
SNJ-4C
SNJ-4 convertidos en entrenadores de aterrizaje en cubierta con aparejo de gancho de apontaje.
SNJ-5
AT-6D transferidos desde el USAAC, 1573 aparatos.
SNJ-5C
SNJ-5 convertidos en entrenadores de aterrizaje en cubierta con aparejo de gancho de apontaje.
SNJ-6
AT-6F transferidos desde las USAAF, 411 aparatos.
SNJ-7
Primeros modelos modificados al estándar T-6G en 1952.
SNJ-7B
Variante armada del SNJ-7.
SNJ-8
Orden cancelada de 240 aparatos.

## Harvard

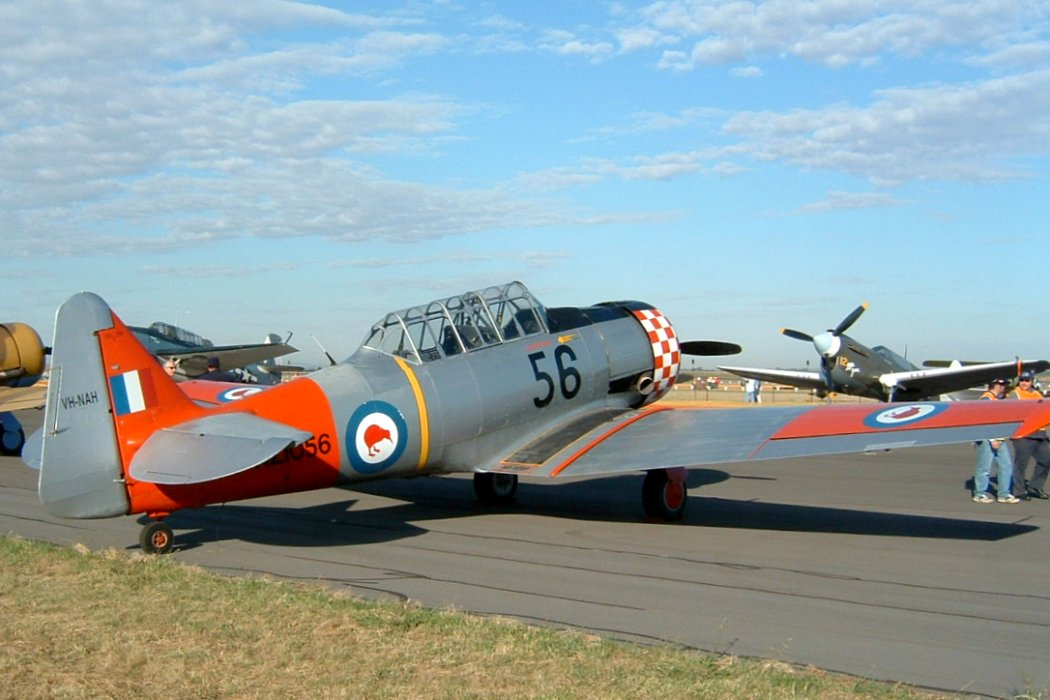
Harvard IIA.

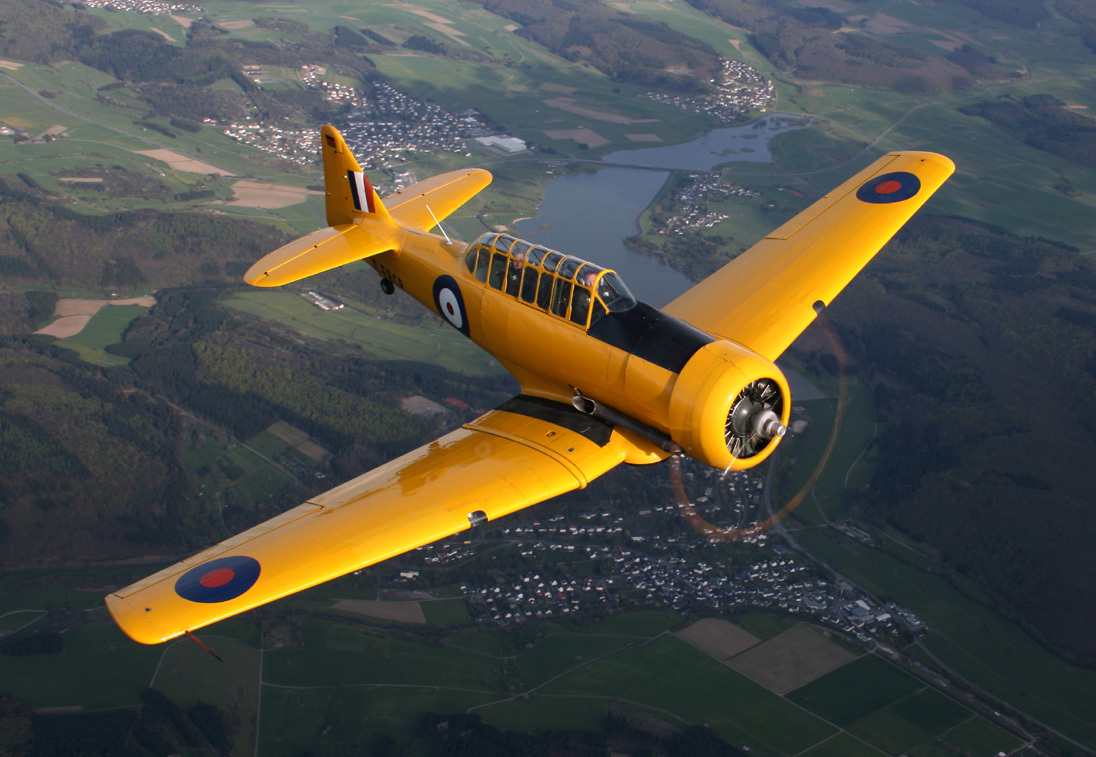
Harvard II restaurado con colores de la guerra.

Harvard I
Similar al BC-1, pero sin arma trasera y con motor R-1340-S3H1 de 600 hp, 400 construidos.
Harvard II
Similar al BC-1A, 526 construidos, de nuevo sin provisión para el artillero trasero.
Harvard IIA (RAF y Commonwealth)
AT-6C, muchos entregados inicialmente con fuselajes traseros de madera.
Harvard IIA (RCAF)
Harvard II "Armado" (cualquier Harvard II o IIB de la RCAF equipado con armas alares, cohetes o bombas).
Harvard IIB
Mk.II construidos por Noorduyn, algunos por orden de los Estados Unidos como AT-16 para la Ley de Préstamo y Arriendo. Transferidos de vuelta de las USAAF (1800) y 757 construidos.
Harvard T.T. IIB
Remolcador de blancos (42 aviones construidos para la RAF por Noorduyn). Cantidad probablemente incluida en los totales del modelo II.
Harvard IIF
Entrenador de bombardeo/artilleros (un único ejemplar modificado desde un Mk.II con burbuja de mira de bombardeo y cabina de tipo AT-6.
Harvard III
AT-6D, 537 aeronaves para la RAF.
Harvard 4
Desarrollo canadiense del Harvard II, en paralelo al T-6G, y construido por Canadian Car & Foundry, 270 para la RCAF y 285 para la USAF. Algunas publicaciones se refieren a este modelo como T-6J, sin embargo los registros de la aeronave no usan esta designación.
Harvard 4K
Designación belga dada a Harvard II y III mejorados a unas especificaciones parecidas a las del Harvard 4.
Harvard 4KA
Designación belga dada a una versión armada del 4K.

## Designaciones de la compañía North American
| Número Interno de NAA | Modelo de NAA o Designación    | Cliente                                                                            | Motor Instalado                                                               | Número construidos/ Modificados | Notas |
| --------------------- | ------------------------------ | ---------------------------------------------------------------------------------- | ----------------------------------------------------------------------------- | ------------------------------- | --- |
| 16                    | 16                             | USAAC (pruebas)                                                                    | Wright R-975-E3 Whirlwind (420 hp (310 kW))                                   | 1                               | Prototipo NX-2080, tenía cabina abierta, recibió una cubierta de invernadero para las pruebas. |
| 18                    | 18                             | USAAC (pruebas)                                                                    | Wright R-975-E3 Whirlwind (420 hp (310 kW))                                   | 1 (modificado)                  | Ex NA-16, ganó contra los Seversky BT-8 y Curtiss-Wright CW-19R, a Argentina en 1937. |
| 19                    | 19/BT-9                        | USAAC                                                                              | Wright R-975-7 Whirlwind (400 hp (300 kW))                                    | 42                              | Cambios menores desde el NA-18, nueva cubierta. |
| 19A                   | 19A/BT-9A                      | USAAC                                                                              | Wright R-975-7 Whirlwind (400 hp (300 kW))                                    | 40                              | BT-9 armado con un arma de capota y otra flexible trasera, y cubierta adecuadamente modificada. |
| 20                    | 16-2H                          | Pruebas, para la Fuerza Aérea Hondureña                                            | Wright R-975 Whirlwind (subtipo desconocido)                                  | 1                               | NC16025 destinado originalmente como demostrador para China. |
| 22                    | 22                             | USAAC (rechazado)                                                                  | Wright R-760ET (225 hp (168 kW))                                              | 1                               | Peligrosamente falto de potencia. |
| 23                    | 23/BT-9B                       | USAAC                                                                              | Wright R-975-7 Whirlwind (400 hp (300 kW))                                    | 117                             | Desarmado. 1 modificado como el únid BT-9D y como prototipo del BT-14 con nuevo extradós alar y otros cambios. |
| 26                    | BC-1                           | Pruebas, a la Real Fuerza Aérea Canadiense (RCAF)                                  | Pratt & Whitney R-1340-S3H1 Wasp (550 hp (410 kW))                            | 1                               | Demostrador de Combate Básico NX18990 (sin relación con el posterior BC-1), primera variante de tren de aterrizaje retráctil, más tarde modificado con piezas de Yale.                                                                                   |
| 27                    | 16-2H                          | para Fokker y Koninklijke Luchtmacht (KLu) (Países Bajos)                          | Pratt & Whitney R-1340-S2H1 Wasp (500 hp (370 kW))                            | 1                               | Demostrador europeo armado NA-26 con tren de aterrizaje fijo. |
| 28                    | NJ-1                           | USN                                                                                | Pratt & Whitney R-1340-6 Wasp (550 hp (410 kW))                               | 40                              | BT-9 específico de la USN como entrenador avanzado, algunos remotorizados más tarde con versiones posteriores del R-1340. |
| 29                    | BT-9C                          | USAAC                                                                              | Wright R-975-7 Whirlwind (400 hp (300 kW))                                    | 67                              | Como el BT-9A con cambios menores. La primera aeronave completada como Y1BT-10. |
| 30                    | BT-10                          | USAAC (Cancelado)                                                                  | Pratt & Whitney R-1340-41 Wasp (600 hp (450 kW))                              | 0                               | Versión de producción cancelada del Y1BT-10. |
| 31                    | 16-4M/ Sk-14/14A               | Flygvapnet (Suecia)                                                                | Wright R-975-E3 Whirlwind (420 hp (310 kW))/ Piaggio P.VIIc (525 hp (391 kW)) | 137                             | BT-9C, pero con variante de motor diferente. Producción bajo licencia (NAA construyó 1, ASJA 76, SAAB 60), probó el tren de aterrizaje para el Saab 21.                                                                                                  |
| 32                    | 16-1A                          | Real Fuerza Aérea Australiana (RAAF)                                               | Pratt & Whitney R-1340 Wasp                                                   | 1                               | Aeronave patrón de tren de aterrizaje fijo, similar al NJ-1 o Y1BT-10, no desarrollado. |
| 33                    | 16-2K/ Wirraway                | Real Fuerza Aérea Australiana (RAAF)                                               | Pratt & Whitney R-1340-S1H1G (600 hp (450 kW))                                | 756                             | Aeronave patrón de tren de aterrizaje retráctil para Australia, 1 construida por NAA andy 755 por Commonwealth Aircraft Corporation. |
| 34                    | 16-4P                          | Fuerza Aérea Argentina                                                             | Wright R-975-E3 Whirlwind (420 hp (310 kW))                                   | 29                              | Primera orden de exportación de entidad (no de licencia), tenía 2 armas de capota, otra flexible trasera y mástil de radio. |
| 36                    | BC-1                           | USAAC                                                                              | Pratt & Whitney R-1340-47 Wasp (500 hp (370 kW))                              | 177                             | Tren de aterrizaje retráctil y primeros aviones con parte inferior del timón cuadrada. Gran antena DF de aro entre las patas del tren, burbuja cubriendo el sistema de trasvase de combustible por la parte central trasera de los huecos de las ruedas. |
| 37                    | 16-4R/KXA1                     | Armada Imperial Japonesa (IJN - Evaluación)                                        | Pratt & Whitney R-985-9CG Wasp Junior (500 hp (370 kW))                       | 1                               | Demostrador de tecnología, desarmado, tren de aterrizaje fijo y hélice tripala. |
| 38                    | 16-4M                          | Flygvapnet (Suecia)                                                                | Wright R-975-E3 Whirlwind (420 hp (310 kW))                                   | 1                               | Igual que el NA-31. |
| 41                    | 16-4                           | Fuerza Aérea de la República de China (RoCAF)                                      | Wright R-975 Whirlwind                                                        | 35                              | Similar al BT-9C con fuselaje corto recubierto de tela, aeronaves de combate con dos armas fijas delanteras y una flexible trasera. |
| 42                    | 16-2A                          | Fuerza Aérea Hondureña (FAH - Honduras)                                            | Pratt & Whitney R-1340 Wasp (520 hp (390 kW))                                 | 2                               | |
| 43                    | 16-1G                          | Ejército Brasileño (Cancelado)                                                     | Wright R-975 Whirlwind                                                        | 0                               | Similar al BT-9C. |
| 44                    | 44                             | para la Real Fuerza Aérea Canadiense (RCAF)                                        | Wright SG-1820-F52 Cyclone (750 hp (560 kW))                                  | 1                               | Prototipo de aeronave de combate biplaza de exportación similar al BC-1A. |
| 45                    | 16-1GV                         | Aviación Militar Bolivariana (Venezuela)                                           | Pratt & Whitney R-1340 Wasp                                                   | 3                               | Posiblemente construido originalmente para el contrato brasileño. |
| 46                    | 16-4                           | Marina de Brasil                                                                   | Wright R-975-53 Whirlwind (400 hp (300 kW))                                   | 12                              | Similar al BT-9C con slats de punta alar, pequeña antena DF de aro bajo el fuselaje. |
| 47                    | 16-4RW/KXA-2                   | Armada Imperial Japonesa (IJN) (Evaluación)                                        | Wright R-975-E3 Whirlwind (420 hp (310 kW))                                   | 1                               | Demostrador de tecnología. |
| 48                    | 16-3C                          | Fuerza Aérea de la República de China (RoCAF)                                      | Pratt & Whitney R-1340 Wasp                                                   | 15                              | Similar al NA-45. |
| 49                    | 16-1E/ Harvard I               | Real Fuerza Aérea británica (RAF)                                                  | Pratt & Whitney R-1340-S3H1 Wasp (600 hp (450 kW))                            | 400                             | Borde de fuga alar recto, cola cuadrada, fuselaje corto recubierto de tela, cubierta trasera fija, sin burbuja bajo la sección central alar. |
| 50                    | 50                             | Fuerza Aérea del Perú (FAP)                                                        | Wright R-1820-G3 Cyclone                                                      | 7                               | Caza monoplaza, NA-16-5. |
| 52                    | SNJ-1                          | USN                                                                                | Pratt & Whitney R-1340-6 Wasp (500 hp (370 kW))                               | 16                              | Fuselaje corto metálico, cola cuadrada, alas tardías, cubierta trasera fija. |
| 54                    | BC-2                           | USAAC                                                                              | Pratt & Whitney R-1340-45 Wasp (600 hp (450 kW))                              | 3                               | Basado en el NA-36 con algunas mejoras del NA-44, hélice tripala y dos burbujas bajo la sección central alar. |
| 55−1                  | BC-1A                          | USAAC                                                                              | Pratt & Whitney R-1340-47/-49 Wasp (600 hp (450 kW))                          | 83                              | Comprado para unidades de la reserva y Guardia Aérea Nacional. |
| 56                    | 16-4                           | Fuerza Aérea de la República de China (RoCAF)                                      | Pratt & Whitney R-1340 Wasp                                                   | 50                              | Similar al NA-55 (fuselaje largo metálico, tren fijo y diferencias de motor). |
| 57                    | 57/ NAA 57 P-2                 | Armée de l'Air (Francia)                                                           | Wright R-975-E3 Whirlwind (420 hp (310 kW))                                   | 230                             | NA-23 mejorado, muchos capturados y usados por Alemania, algunos retenidos por la Francia de Vichy. |
| 58                    | BT-14/BT-14A                   | USAAC                                                                              | Pratt & Whitney R-985-25 Wasp Junior                                          | 251                             | Similar al Harvard II, excepto por el tren fijo y motor más pequeño. 27 remotorizados con Pratt & Whitney R-985-11 de 400 hp (300 kW) como BT-14A. |
| 59                    | AT-6-NA                        | USAAC                                                                              | Pratt & Whitney R-1340-47 Wasp (600 hp (450 kW))                              | 94                              | Primeros ejemplares convertidos desde NA-55, estando aún en la línea de montaje, algunos ejemplares tenían instalada una pequeña antena DF de aro. |
| 61                    | 16-1E/ Harvard I               | Real Fuerza Aérea Canadiense (RCAF)                                                | Pratt & Whitney R-1340-S3H1 Wasp (600 hp (450 kW))                            | 30                              | Los últimos equipados con tubos de escape alargados como calefactores de cabina. |
| 64                    | 64/ NAA 64-P2/ Yale I          | Armée de l'Air (Francia)                                                           | Wright R-975-E3 Whirlwind (420 hp (310 kW))                                   | 230                             | 119 a la Real Fuerza Aérea Canadiense como Yale I, usado brevemente por Francia, muchos capturados por Alemania. |
| 65                    | SNJ-2                          | USN                                                                                | Pratt & Whitney R-1340-36 Wasp                                                | 36                              | Burbuja recubriendo el sistema de trasvase de combustible en la línea central de los huecos de las ruedas. |
| 66                    | Harvard II                     | Real Fuerza Aérea británica (RAF)                                                  | Pratt & Whitney R-1340 Wasp                                                   | 600                             | Como el NA-59, pero cabina trasera fija y sin arma trasera, también a la RNZAF y RCAF, Rhodesia del Sur. |
| 68                    | 50A/P-64                       | Real Fuerza Aérea Tailandesa (RTAF)                                                | Wright R-1820-77 Cyclone (870 hp (650 kW))                                    | 6                               | Panel externo alar corto angulado mucho más hacia delante que los modelos anteriores. Desviados con el comienzo de la guerra en el Pacífico a las USAAF como P-64.                                                                                       |
| 69                    | 44/A-27                        | Real Fuerza Aérea Tailandesa (RTAF)                                                | Wright R-1820-75 Cyclone (745 hp (556 kW))                                    | 10                              | Totalmente armado como aeronave de ataque. Desviados con el inicio de la guerra en el Pacífico a las USAAF como A-27. |
| 71                    | 16-3                           | Aviación Militar Bolivariana (Venezuela)                                           | Pratt & Whitney R-1340-S3H1 Wasp (550 hp (410 kW))                            | 3                               | Dos armas de morro y arma trasera, sin armas alares. |
| 72                    | 44                             | Ejército Brasileño                                                                 | Pratt & Whitney R-1340-AN1/S1H1 Wasp (600 hp (450 kW))                        | 30                              | Bombardero de ataque, equipado con pequeña antena DF de aro bajo el fuselaje. |
| 74                    | 44                             | Fuerza Aérea de Chile (FACh)                                                       | Pratt & Whitney R-1340 Wasp                                                   | 12                              | Bombardero de ataque, equipado con pequeña antena DF de aro bajo el fuselaje. |
| 75                    | Harvard II                     | Real Fuerza Aérea Canadiense (RCAF)                                                | Pratt & Whitney R-1340 Wasp                                                   | 100                             | Orden siguiente a la del NA-66. |
| 76                    | Harvard II                     | Real Fuerza Aérea británica (RAF)                                                  | Pratt & Whitney R-1340 Wasp                                                   | 450                             | Ordenada originalmente por Francia, asumida por la RAF, muchos a la RCAF. |
| 77                    | AT-6A/SNJ-3                    | USAAC, USN                                                                         | Pratt & Whitney R-1340 Wasp                                                   | 637                             | |
| 78                    | AT-6A/SNJ-3/3C                 | USAAC, USN                                                                         | Pratt & Whitney R-1340 Wasp                                                   | 568                             | Como el NA-77, primeros aviones construidos en Texas, y en usar el nombre "Texan" |
| 79                    | SNJ-2                          | USN/Flygvapnet (Suecia) como Sk 16C                                                | Pratt & Whitney R-1340-56 Wasp                                                | 25                              | |
| 81                    | Harvard II                     | Real Fuerza Aérea británica (RAF)                                                  | Pratt & Whitney R-1340 Wasp                                                   | 125                             | Igual que la orden previa de Harvard II de la RAF. |
| 84                    | AT-6B                          | USAAC                                                                              | Pratt & Whitney R-1340-AN-1 Wasp (600 hp (450 kW))                            | 400                             | |
| 85                    | SNJ-3                          | USN                                                                                | Pratt & Whitney R-1340 Wasp                                                   | 0                               | Duplicado cancelado del NA-78 con propósitos de registro. |
| 88                    | AT-6C/AT-6D/XAT-6E SNJ-4/SNJ-5 | USAAC/USAAF, USN                                                                   | Pratt & Whitney R-1340 Wasp/Ranger V-770                                      | 9331                            | (Los últimos 800 como NA.121) AT-6D con sistema eléctrico de 24 voltios, en lugar de los sistemas previos de 12 voltios. El XAT-6E usaba el Ranger V-770.                                                                                                |
| 119                   | AT-6D                          | Fuerza Aérea Brasileña (FAB)                                                       | Pratt & Whitney R-1340 Wasp                                                   | 81                              | 20 ejemplares construidos en Brasil bajo licencia. |
| 121                   | AT-6D/AT-6F                    | USAAF, USN                                                                         | Pratt & Whitney R-1340 Wasp                                                   | 4378                            | 800 AT-6D, 211 SNJ-5, 956 AT-6F y 411 SNJ-6. AT-6F y SNJ-6 tenían fija la sección trasera de la cubierta. |
| 128                   | AT-6D                          | USAAF, USN                                                                         | Pratt & Whitney R-1340 Wasp                                                   | 0                               | Órdenes canceladas que debían haberse construido en Texas. |
| 168                   | T-6G/LT-6G                     | USAF/Guardia Aérea Nacional                                                        | Pratt & Whitney R-1340 Wasp                                                   | 109                             | Refabricados y modernizados desde versiones anteriores. La mayoría, internos, pero la cubierta ligeramente simplificada. |
| 182                   | T-6G/LT-6G                     | USAF/Guardia Aérea Nacional                                                        | Pratt & Whitney R-1340 Wasp                                                   | 824                             | Como el NA-168, refabricados/actualizados. |
| 186                   | Harvard 4                      | Real Fuerza Aérea Canadiense (RCAF)/Programa Principal de Adquisiciones de Defensa | Pratt & Whitney R-1340 Wasp                                                   | 555                             | Datos de diseño para Canadian Car and Foundry, posiblemente para construir Harvard IV o T-6G, única producción nueva de posguerra. |
| 188                   | T-6G/LT-6G                     | USAF/Guardia Aérea Nacional                                                        | Pratt & Whitney R-1340 Wasp                                                   | 107                             | Refabricados y convertidos desde versiones anteriores. |
| 195                   | T-6G/LT-6G                     | USAF/Guardia Aérea Nacional                                                        | Pratt & Whitney R-1340 Wasp                                                   | 11                              | Refabricados y convertidos desde versiones anteriores. |
| 197                   | T-6G                           | USAF/Guardia Aérea Nacional                                                        | Pratt & Whitney R-1340 Wasp                                                   | 110                             | Refabricados y convertidos desde T-6D. |
| 198                   | SNJ-8                          | USN                                                                                | Pratt & Whitney R-1340 Wasp                                                   | 0                               | Contrato cancelado de SNJ-8 (similar al T-6G). |